# Час пик 3
Час пик 3 (на английски: Rush Hour 3) е американска екшън-комедия от 2007 г., режисирана от Брет Ратнър, с участието на Джаки Чан и Крис Тъкър. Това е третата част от поредицата „Час пик“, продължение на филма „Час пик 2“ от 2001 г. Историята проследява инспектор Лий (Чан) и полицай Картър (Тъкър), които търсят убиец в Париж,разгадаят мистерията на най-голямата престъпна организация в света, китайските триади. Филмът е обявен на Обявено на май 2006 г., а снимките започват на 4 юли в Париж и Лос Анджелис. Премиерата му се състои в кината в САЩ на 10 август 2007 г., а през първия уикенд от премиерата си филмът реализира брутен приход от 49,1 милиона долара. Макар да получава отрицателни отзиви от филмовите критици, филмът се представя добре финансово, като реализира общ приход около 258 милиона долара при бюджет от 140 милиона долара.

## Сюжет
Три години след събитията от предишния филм, китайският посланик Хан, чийто бодигард е главен полицейски инспектор на Хонг Конг – Ли, се обръща към обществеността в Световния наказателен съд в Лос Анджелис, за да предостави важна информация за най-голямата престъпна организация в света – китайските триади. Посланикът започва да говори за Шай Шен (личност от голямо значение за китайската мафия), но преди да успее да предостави ключова информация за местонахождението му, Хан е застрелян от неизвестен убиец. Лий преследва убиеца, но когато открива, че убиецът е неговият приемен брат от детството му, Кенджи, се поколебава да го убие и Кенджи успява да избяга. Картър скоро се присъединява към Лий и двамата тръгват по стъпките на убийците до Париж, за да научат повече за китайските триади и да разберат кой всъщност е Шай Шен.

## Актьорски състав
- Джаки Чан – инспектор Лий
- Крис Тъкър – Джеймс Картър
- Макс фон Сюдов – Варден Рейнард
- Хироюки Сандана – Кенджи
- Ноеми Льоноар – Джанвийв
- Иван Атал – Джордж

## Продукция
След комерсиалния успех на първия и втория филм от франчайза, Тъкър получава заплата от 25 милиона долара за „Час пик 3“, Чан получава 15 милиона, а Ратнър – 7,5 милиона.

## Разпространение
Филмът не е прожектиран в китайските кина през 2007 г.;  според представители на бизнеса причината е да направи място за по-голямо разнообразие от чуждестранни филми за тази година, тъй като квотата за внос на филми в Китай е 20 на година.
„Час пик 3“ получава предимно смесени отзиви и подобно на предшественика си е много по-добре приет от публиката, отколкото от критиката. Поради огромния комерсиален успех на филма режисьорът Брет Ратнър и сценаристът Джеф Нейтънсън дълго време обмислят възможността за заснемане на продължение. През май 2011 г., в интервю за списание „Вълчър“, Ратнър заявява, че продъдължение на поредицата би струвало твърде скъпо, заради хонорарите, които следва да бъдат изплатени на режисьора и главните актьори.

## В България
През 2012 г. филмът е излъчен по bTV с български войсоувър дублаж. Екипът се състои от:
| Озвучаващи артисти  | Ася Братанова Ирина Маринова Александър Воронов Георги Стоянов Радослав Рачев |
| Преводач            | Полина Николова                                                               |
| Тонежисьор          | Галина Наумова                                                                |
| Режисьор на дублажа | Албена Павлова                                                                |